# 湖南云箭集团
湖南雲箭集團有限公司，簡稱湖南雲箭或雲箭集團，中國兵器裝備集團旗下公司，位於中国湖南省辰溪县，是在1890年由前身湖北兵工厂成立，現任董事長谭小刚，總經理為乔国安。
主要業務精密加工、普通机械加工、大型设备制造等工業產品。

## 外部連結
- 861china.com